# Temnostoma exentricum
Temnostoma exentricum là một loài ruồi trong họ Ruồi giả ong (Syrphidae). Loài này được Harris mô tả khoa học đầu tiên năm 1862. Temnostoma exentricum phân bố ở miền Tân bắc